# Disc prim
El disc prim és un component estructural de les galàxies espirals i tipus S0, format per estrelles, gas i pols. Es creu que el disc prim de la Via Làctia té una alçada d'escala d'300–400 parsecs (980–1,300 a.l.) en l'eix vertical perpendicular al disc, i una longitud d'escala d'uns 2.5–4.5 quiloparsecs (8.2–14.7 kly) a l'eix horitzontal, en la direcció del radi. A tall de comparació, el Sol és de 8 8 quiloparsecs (26 kly) fora del centre. El disc prim contribueix aproximadament el 85% de les estrelles del pla galàctic i el 95% del total de les estrelles del disc. Es pot separar del disc gruixut d'una galàxia, ja que aquesta última està formada per estrelles de la població més antigues creades en una etapa anterior de la formació de la galàxia i, per tant, té elements menys pesats. Les estrelles del disc prim, d'altra banda, es creen com a conseqüència de l'acumulació de gas en les etapes posteriors d'una formació de galàxies i, en general, són més rics en metalls.
El disc prim conté estrelles amb una àmplia gamma d'edats i es pot dividir en una sèrie de subpoblacions d'edat creixent. No obstant això, es considera que és considerablement més jove que el disc gruixut.
Basant-se en la ciència emergent de la nucleocosmocronologia, es calcula que el disc prim galàctic de la Via Làctia es va formar fa 8,8 ± 1,7 mil milions d'anys. Pot haver xocat amb una galàxia satèl·lit més petita, el que va provocar que les estrelles al disc prim es sacsegessin i creessin el disc gruixut, mentre que el gas s'hauria instal·lat en el pla galàctic i reformat el disc prim.